# Nyimbe
Nyimbe est un village du Cameroun situé dans le département du Haut-Nyong de la région de l'Est, précisément au niveau de la commune d'Atok de l'arrondissement Bebend.

## Population
En 2005, le village comptait 160 habitants, dont 81 sont des hommes et 79 des femmes.